# Liegi-Bastogne-Liegi 1952
La Liegi-Bastogne-Liegi 1952, trentottesima edizione della corsa, fu disputata l'11 maggio 1952 per un percorso di 229 km. Fu vinta dallo svizzero Ferdi Kübler, giunto al traguardo in 6h29'08" alla media di 35,400 km/h, precedendo il belga Henri Van Kerckhove e il francese Jean Robic. 
I corridori che portarono a termine la gara al traguardo di Liegi furono in totale 55.

## Ordine d'arrivo (Top 10)
| Pos. | Corridore            | Squadra            | Tempo    |
| ---- | -------------------- | ------------------ | -------- |
| 1    | Ferdi Kübler         | Frejus             | 6h29'08" |
| 2    | Henri Van Kerckhove  | Mercier-Hutchinson | s.t.     |
| 3    | Jean Robic           | Bottecchia-Ursus   | a 15"    |
| 4    | Louison Bobet        | Tebag              | a 3'02"  |
| 5    | Jan Zagers           | -                  | s.t.     |
| 6    | Roger Decock         | Bertin             | s.t.     |
| 7    | Wim Van Est          | Garin-Wolber       | s.t.     |
| 8    | Gottfried Weilenmann | Guerra-Ursus       | s.t.     |
| 9    | Maurice Quentin      | -                  | s.t.     |
| 10   | Jean de Gribaldy     | Terrot             | s.t.     |